# Tanzania. Meisterwerke afrikanischer Skulptur

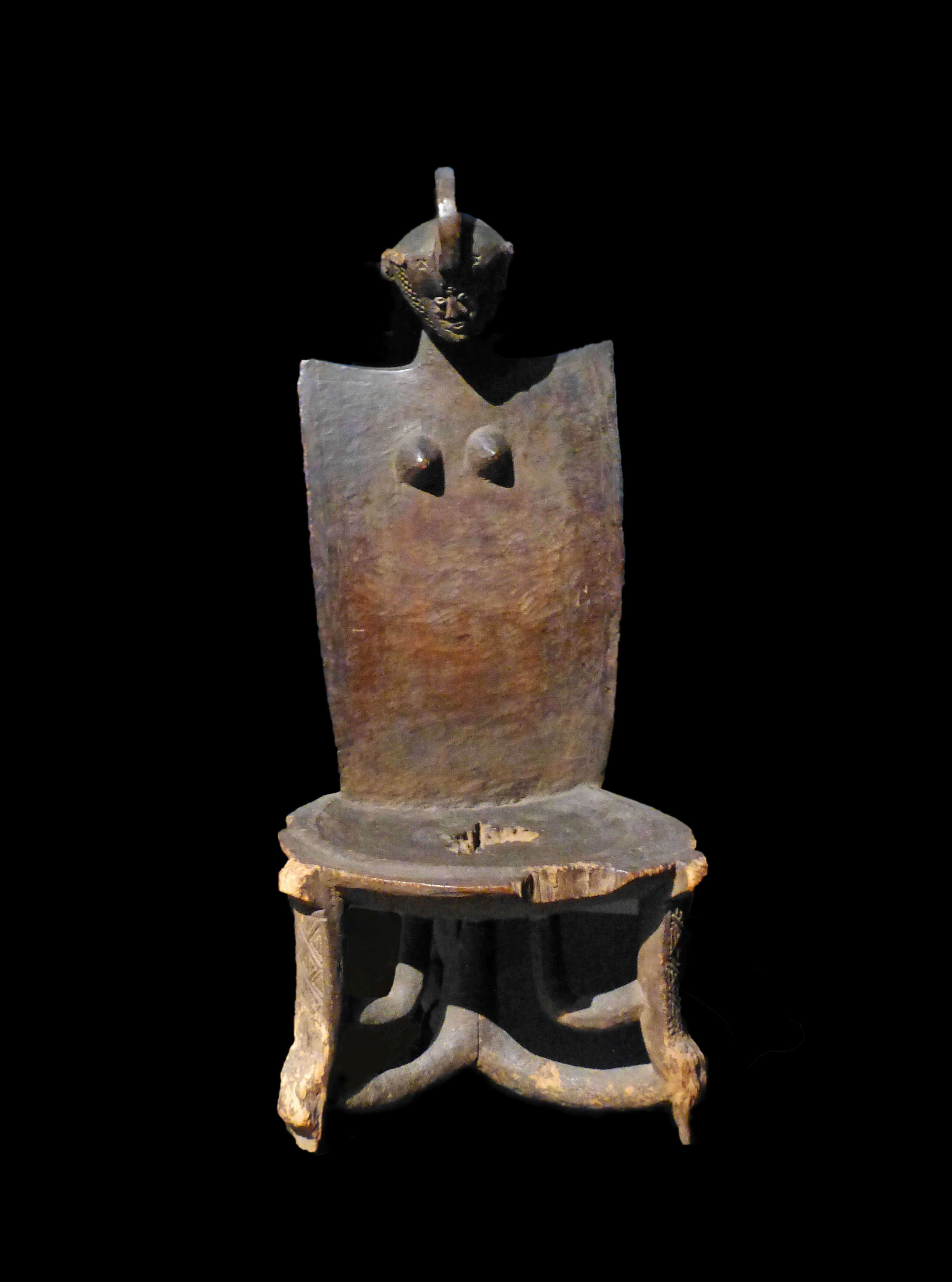
Hochlehniger Hocker, Kami Ethnie, spätes 19. Jahrhundert, Musée des Confluences, Lyon

Tanzania. Meisterwerke afrikanischer Skulptur war eine Ausstellung traditioneller afrikanischer Skulpturen, die aus dem Gebiet des heutigen Tansania stammen. Diese Ausstellung wurde 1994 im Haus der Kulturen der Welt in Berlin sowie im Lenbachhaus-Kunstbau, München, gezeigt. Begleitend dazu erschien ein zweisprachiger Katalog mit zahlreichen Fotografien, Landkarten und Illustrationen sowie Beiträgen von Ethnologen, Kunsthistorikern und Sammlern auf Deutsch und Swahili, der Landessprache Tansanias.
Die Ausstellung vermittelte erstmals einen repräsentativen Überblick über die reiche künstlerische Tradition Tansanias. Sie war aus der Öffentlichkeit weitgehend unbekannten Beständen aus Privatsammlungen und großenteils aus den Depots bedeutender ethnologischer Museen in Deutschland zusammengestellt worden. Die Vielfalt der mehr als 400 Skulpturen ermöglichte detaillierte vergleichende Stilanalysen und Zuordnungen zu den einzelnen Ethnien des Landes. Dadurch wurde die Bedeutung traditioneller ostafrikanischer Kunst betont, die bis dahin im Vergleich mit dem übrigen Subsahara-Afrika von der Kunstkritik als wenig differenziert und lediglich von geringer Qualität eingeschätzt worden war.

## Die Ausstellung
In der Zeit vom 29. April bis 7. August 1994 zeigte das Haus der Kulturen der Welt in Berlin eine umfangreiche Ausstellung afrikanischer Kunstgegenstände. Anschließend war dieselbe Ausstellung vom 29. September 1994 bis 27. November 1994 im Lenbachhaus-Kunstbau, München, zu sehen. Für diese Ausstellung waren mehr als 400 historische Skulpturen und Masken zusammengestellt worden, die aus Tanganjika, dem ostafrikanischen Festland im heutigen Tansania, stammen. Ein Teil der ausgestellten Objekte stammte aus der Öffentlichkeit nicht zugänglichen Depots deutscher Museen, andere waren von privaten Leihgebern aus Europa, den USA sowie Afrika zur Verfügung gestellt worden.
In ihrem Vorwort kommentierten die Veranstalter die Gründe für das Vorurteil, die Kunst Ostafrikas sei weniger differenziert und von geringerer Qualität als die Kunst West- und Zentralafrikas: Im Gegensatz zu Skulpturen aus Westafrika, die spätestens seit Beginn des 20. Jahrhunderts durch Künstler und Sammler wie Picasso, Braque und Apollinaire Wertschätzung erfuhren, herrschte bei Kunstausstellungen und in der ethnologischen Fachliteratur die Einschätzung vor, Ostafrika sei arm an traditioneller Kunst.
Vor allem aus der ehemaligen Kolonie Deutsch-Ostafrika waren zahlreiche kulturelle Gegenstände und andere aus Sicht der Ethnologie erhaltenswerte Objekte in den Besitz deutscher Museen und privater Sammlungen gelangt. Als Zeugnisse für die traditionelle Kultur afrikanischer Völker werden solche Objekte seit dem Ende des 19. Jahrhunderts in ethnologischen Museen zahlreicher deutscher Städte aufbewahrt. Bis 1994 waren Skulpturen aus Tansania nicht in größerem Umfang als Zeugnisse der kulturellen Traditionen des Landes präsentiert worden, unter anderem, da sie sich in Museen der zuvor getrennten deutschen Staaten befanden. Mit der bis dahin umfangreichsten Ausstellung von Kunstgegenständen aus Tansania verfolgten die Veranstalter das Ziel, dem breiteren Publikum „eine bisher unbekannte reiche Kulturlandschaft zugänglich zu machen.“ Die Präsentation der Skulpturen als Kunstwerke in der Ausstellung wurde durch kunsthistorische und ethnologische Informationen im begleitenden Katalog ergänzt.

## Der Katalog
Der 528 Seiten umfassende großformatige Ausstellungskatalog wurde unter der wissenschaftlichen Leitung der Münchner Kunsthistorikerinnen Maria Kecskési und Iris Hahner-Herzog zusammengestellt. Er enthält Beiträge europäischer und US-amerikanischer Ethnologen, Kunsthistoriker und Sammler zu Aspekten der traditionellen plastischen Kunst aus Tansania und war als Ergänzung zur Ausstellung gedacht. Mehr als 500 schwarz-weiß-Fotografien von Skulpturen und Masken aus öffentlichen und privaten Sammlungen sowie Landkarten und Illustrationen zu den Texten sowie einer Bibliografie ergänzen die einzelnen Kapitel.

### Maria Kecskési. Einleitung
Im einleitenden Abschnitt beschreibt Maria Kecskési, die damalige Leiterin der Afrika-Abteilung des Völkerkundemuseums München, das Ziel für die Ausstellung plastischer Kunstobjekte verschiedener Ethnien im Gebiet des heutigen Tansania. Sie bezieht sich hierbei auf Vergleiche zwischen den traditionellen Künsten aus West- bzw. Ostafrika. Dabei erwähnt sie die Wertschätzung und den Formenreichtum west- und zentralafrikanischer Kunst, beispielsweise aus Nigeria und der heutigen Demokratischen Republik Kongo. Insbesondere nahm sie auf die These des Kunsthistorikers Gerald W. Hartwig Bezug, Ostafrika weise im Vergleich zu anderen Regionen Afrikas eine Armut an Skulpturen auf.

„Handbücher, Ausstellungskataloge und andere zusammenfassende Darstellungen der traditionellen Künste Afrikas pflegen die Kunst der ostafrikanischen Länder, auch Tanzanias, sehr kurz zu behandeln. Begründet wird dies mit der angeblichen Kunstarmut der dort heimischen Völker und Kulturen. Man weiß zwar, dass Musik, Tanz und Dichtung auch in Ostafrika blühen und blühten, und unübersehbar ist zudem die Vielfalt der sogenannten Gebrauchskünste: Töpferei, Flechterei, Holzschnitzerei, Schmiedehandwerk und Perlenstickerei warten mit auch ästhetisch bemerkenswerten, oft reich ornamentierten Produkten auf, und bedeutend sind außerdem die Traditionen des Körperschmückens, sowohl im Bereich des angelegten Schmucks als auch in jenem von Frisuren, Körperbemalung und Narbentatauierungen. Sie sprechen deutlich genug gegen die These von der Kunstarmut.“

Diese These einer angeblichen Armut an figurativer Kunst in der Geschichte Tansanias zu widerlegen war Anlass, 1994 eine umfassende Ausstellung aus öffentlichen und privaten Sammlungen zusammenzustellen. Zudem verweist Kecskési auf Veränderungen in der Wertschätzung traditioneller afrikanischer Kunst, indem „europäische Künstler spätestens seit den 1980er Jahren auch die ‚rohe‘ Plastik Ostafrikas als formenreiche, ausdrucksstarke Kunst erkannt haben und diese produktiv in ihre Kunst einbeziehen.“
Ferner kommentiert die Autorin unterschiedlichen Ansätze der Kulturanthropologie bzw. der Kunstgeschichte in Bezug auf afrikanische Kunst. Dabei weist sie darauf hin, dass die Erforschung von Objekten aus Afrika aufgrund von schriftlichen Quellen zu Sammlungen erst ab Mitte des 19. Jahrhunderts möglich ist. Zur grundlegenden Fragestellung, wie sich Tradition und Kreativität auch bei afrikanischer Kunst zueinander verhalten, schreibt sie folgendes:

„Die Annahme fremder Impulse, die Schöpfung einer von fremden Vorbildern stimulierten, eigenen Stiltradition ist ein durchaus kreativer Vorgang; und die Treue zu traditionell gewordenen Formen bedeutet keineswegs Reproduzieren. [...] Der Schnitzer richtet sich im allgemeinen nach dem traditionellen, idealen Vorbild (das er nicht vor Augen, sondern im Gedächtnis hat); in der Gestaltung des Einzelstückes fühlt er sich aber weitgehend frei.“

### Marc L. Felix. Eine kurze Geschichte von Tanzania
Der einleitende Beitrag des belgischen Kunstexperten und Sammlers Marc L. Felix vermittelt Informationen über die Völker, die das tansanische Festland im Verlauf der Jahrtausende alten Geschichte Tansanias bewohnt haben. Neben den Völkergruppen der Kuschitisch, Nilotisch oder Bantusprachigen Gruppen mit ihren entwickelten Kulturtechniken in Ackerbau und Viehzucht zählen dazu auch die Swahili sprechenden Küstenbewohner, deren Gesellschaften durch kulturelle Einflüsse von Einwanderern aus dem Persischen Golf, Indien und Indonesien geprägt wurden. Vor allem seit dem 19. Jahrhundert fanden graduelle Bevölkerungsbewegungen und kultureller Wandel im Zuge des Handels mit Elfenbein und Sklaven, der Einführung von Plantagenwirtschaft sowie schließlich durch die Kolonisation Tanganjikas statt.

### Marc L. Felix. Die traditionelle Skulptur Tanzanias
Dieser kunsthistorische Überblick mit umfangreichem Bildmaterial vermittelt eine Typologie von Objekten, die als Teil der materiellen Kultur der jeweiligen Ethnien überliefert sind. Zum großen Teil handelt es sich dabei um Holzskulpturen, welche Masken, Figuren oder Symbole für Machtpositionen oder rituelle Zwecke darstellen. Felix stellt dabei für die mehr als 100 Ethnien auf dem tansanischen Festland acht geografisch übergreifende Stileinheiten mit spezifischen kunsthistorischen, stilistischen und typologischen Gemeinsamkeiten auf. Dabei unterscheidet er zwischen der jeweiligen Funktion und dem Typus einer Skulptur. Als Beispiel führt er eine kunstvoll verzierte Axt als Typus an, die jedoch nicht als Werkzeug, sondern als Symbol für die rituelle Funktion ihres Gebrauchs diente. Ein solches Symbol konnte je nach Situation „zum Heilen, Beschützen, Abschrecken oder als Vermittler zwischen Geistern und Menschen dienen.“

### Enrico Castelli. Traditionelle Skulptur aus Zentral-Osttanzania

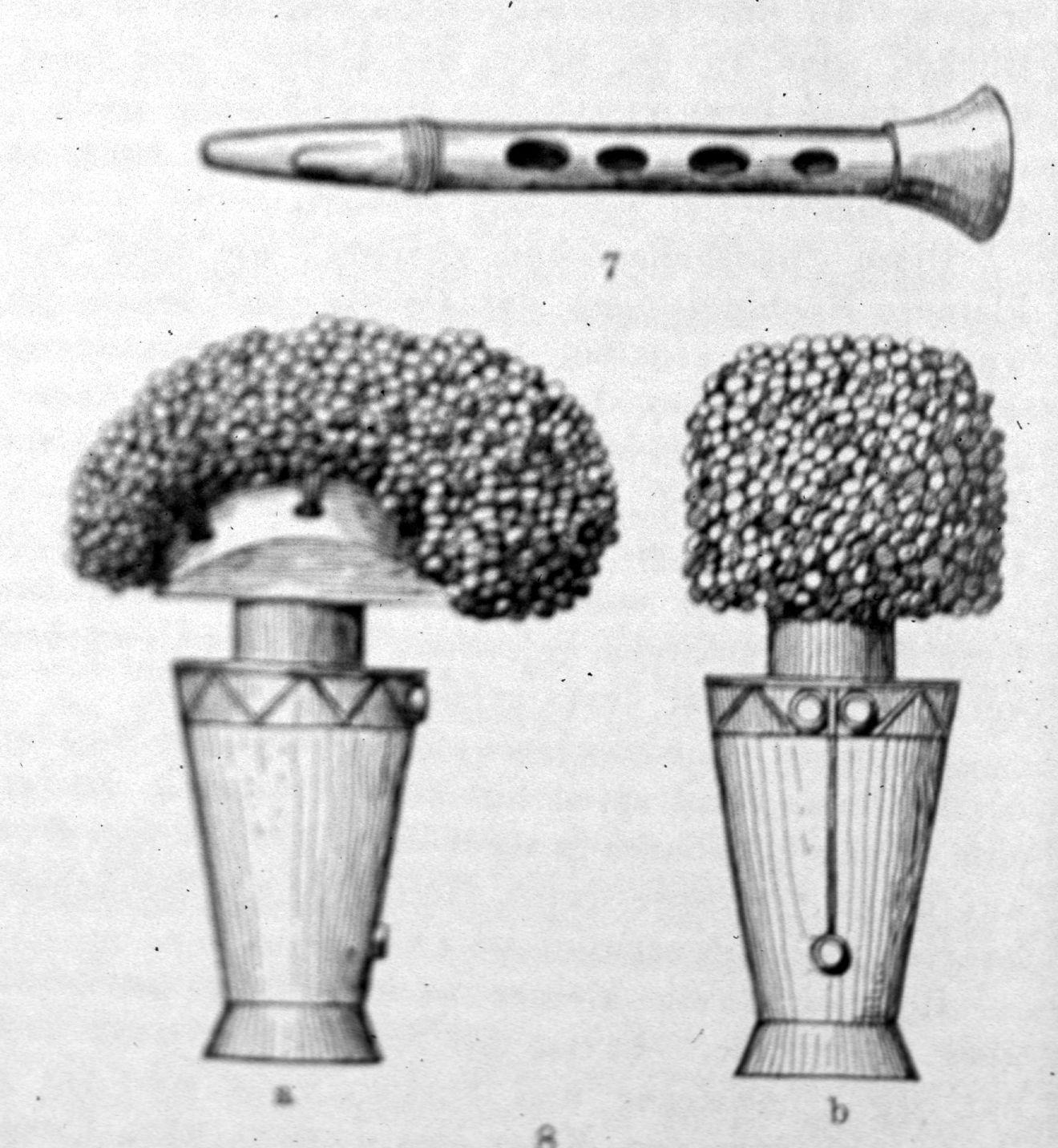
Kinderpuppe mit Lehmkügelchen-Haarfrisur. (Mwana hiti) aus dem Buch Spielzeug der Swahilikinder (1907) des Ethnologen Hermann Krauss.

Enrico Castelli, Ethnologe an der Universität Perugia, beschreibt vor allem sogenannte Mwana hiti (dt. Kinder aus Holz) -Figuren der Ethnien Zaramo, Luguru, Kami, Kwere, Kutu und Ngulu, die zwischen der Küste und dem Hinterland leben. Als einheitliches Element weisen diese Figuren weibliche Merkmale wie stilisierte Brüste, stratifizierte Bauchnabel und spezifische Frisuren auf. Weiterhin sind viele Figuren mit geometrischen Mustern versehen. Mwana hiti Figuren wurden als rituelle Gegenstände bei Initiationsriten für Mädchen verwendet, die von Müttern oder Patinnen bei ihrer Entwicklung zu jungen Frauen begleitet wurden. Die geometrischen Motive interpretiert Castelli als Kennzeichen der Verwandtschaftsbeziehungen (lineage).
Ähnliche Figuren wurden auch als obere Teile von rituellen Stäben, Musikinstrumenten sowie für Grabstelen als Abbildung eines Ahnen verwendet. Aus dem Ende des 19. Jahrhunderts existieren neben weiblichen auch Grabstelen mit männlichen Figuren. Diese weisen spezifisch männlich konnotierte Elemente wie Messer, Äxte oder die islamische Kopfbedeckung Kofia auf. Die Verwendung von sowohl weiblich als auch männlich markierten Grabskulpturen werden durch den Wandel von matrilinearen zu patrilinearen Verwandtschaftsbeziehungen interpretiert.

### Georges Meurant. Ton- und Holzskulpturen aus Nordost-Tanzania
Georges Meurant, Sammler, Autor von Studien zu afrikanischer Kunst und ehemaliger Hochschullehrer an der königlichen Kunstakademie in Brüssel, behandelt in seinem Beitrag die meist kleinformatigen Skulpturen aus Holz oder Ton der Ethnien südlich der kenianischen Grenze im Nordosten des Landes. Diese wurden im Zusammenhang mit Initiation, Fruchtbarkeit oder Landwirtschaft, aber auch als Werkzeuge von Hexern und Heilern verwendet.
Bei seinen Erklärungen verweist Meurant auf die Sammlung und Veröffentlichungen des aus Österreich stammenden britischen Ethnologen Hans Cory. Dieser hatte durch seinen langjährigen Aufenthalt in Tanganjika und seiner Sprachkenntnisse seit den 1930er Jahren autodidaktisch ethnografische Informationen vor allem zu Tonfiguren und ihrer rituellen Verwendung gesammelt. Auf dieser Grundlage veröffentlichte Cory zahlreiche Studien, vor allem zu Themen wie afrikanisches Gewohnheitsrecht, lokale Bräuche und Riten, Geheimbünde und Hexenglaube, traditionelle Medizin sowie über Musik und Initiationsriten.
Als gemeinsame Merkmale der Holz- bzw. Tonfiguren beschreibt Meurant stilistische Ähnlichkeiten aufgrund der jeweiligen Gestaltung der Köpfe, Ohren, Beine und Arme bei den Skulpturen der einzelnen Ethnien. Dabei stellt er lokalspezifische Eigenschaften fest, welche sowohl anthropomorphe als auch tierische Figuren aufweisen.

### Georges Meurant. Die Bildhauerkunst der Nyamwezi

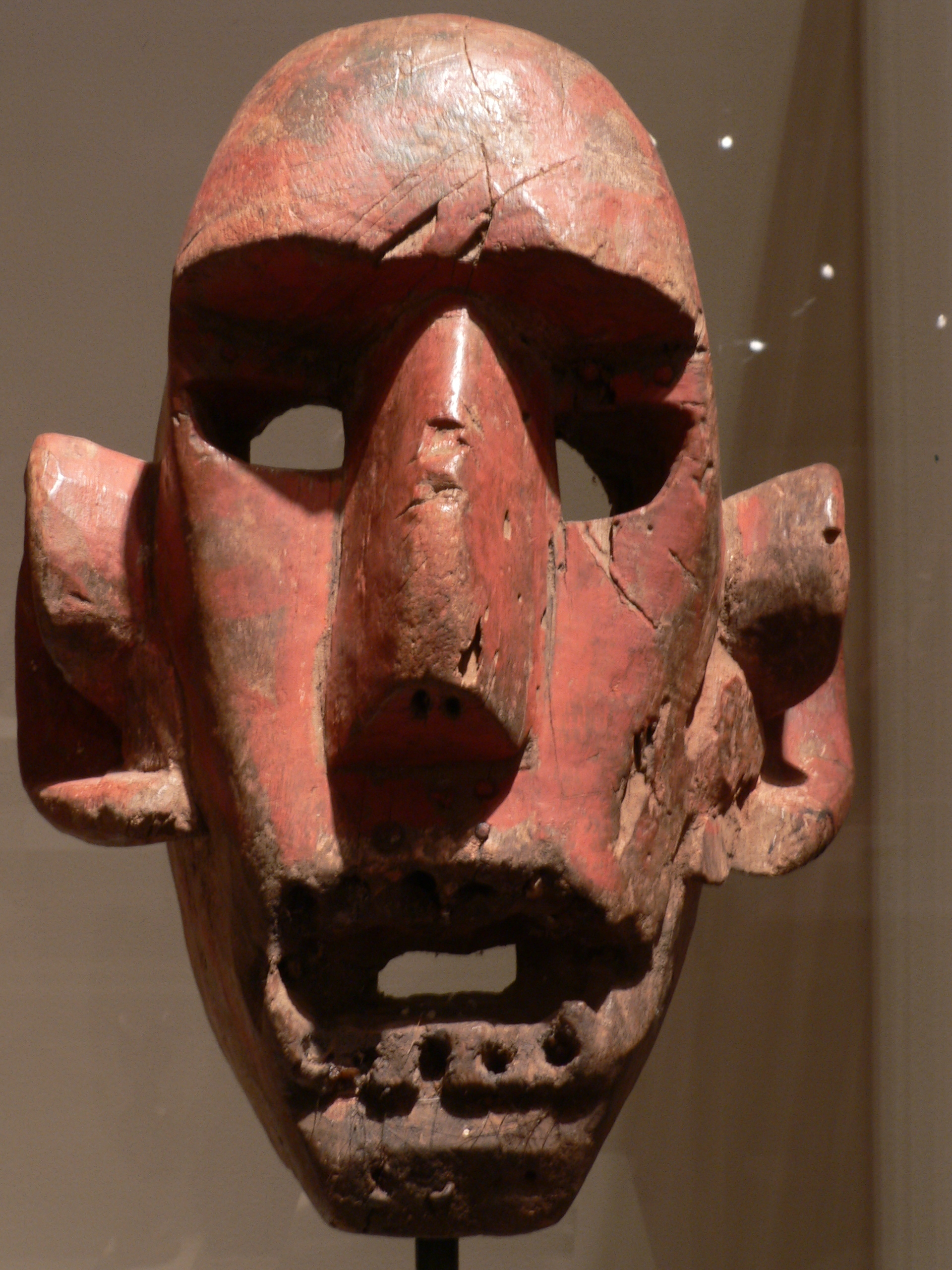
Sukuma Maske, 20. Jahrhundert, Katalog Nr. 219

Bevor Meurant auf die Skulpturen der Nyamwezi eingeht, vermittelt er eine Übersicht zu den formalen Eigenschaften größerer Herkunftsgebiete Tanganjikas gemäß der geografischen Zuordnung auf der Landkarte im Katalog S. 39. Zur Frage der Provenienz der Skulpturen in westlichen Sammlungen unterscheidet er drei Kategorien: Bereits vor der offiziellen Gründung der deutschen Kolonie in Ostafrika im Jahre 1891 hatten deutsche Sammler Skulpturen vor Ort erworben. Später übergaben Ethnologen wie Karl Weule ihre Fundstücke Völkerkundemuseen, unter anderem in Berlin oder Leipzig. Eine zweite Gruppe von Sammlungsstücken gelangte durch private Sammler aus den anschließenden belgischen und britischen Kolonien Ostafrikas nach Europa. Als dritte und umfangreichste Gruppe gilt der zeitgenössische Handel mit afrikanischer Kunst, der laut Meurant Tausende von Skulpturen und Masken aus Tanganjika umfasst. Zu diesen Objekten fehlen jedoch oft Hintergrundinformationen über die Herkunft und ursprüngliche Verwendung.
Im Weiteren kommentiert Meurant die wichtigsten Formen, kulturelle Funktionen und die Zuordnung zu einzelnen Ethnien des Siedlungsgebiets der Nyamwezi und ihrer Untergruppen wie der Sukuma. Dabei ordnet er die Skulpturen nach formalen Ähnlichkeiten wie Größe und Beschaffenheit, die Ausführung von Körperteilen (zum Beispiel Köpfe, Gliedmaße oder sekundäre Geschlechtsmerkmale), der Darstellung von weiblichen und männlichen Figuren oder Tierfiguren. Abschließend bewertet er die Einschätzung der angelsächsischen Wissenschaft bezüglich einer angeblichen Armut an Skulpturen als unzutreffend. Weiterhin kritisiert er die zentralistische Kulturpolitik Tansanias in den ersten Jahrzehnten nach der Unabhängigkeit als „autoritäre Ablehnung“ indigener Traditionen zugunsten einer nationalen Kultur des modernen Staates.

### Nancy Ingram Nooter. Ostafrikanische hochlehnige Hocker: eine transkulturelle Tradition
Die US-amerikanische Kunsthistorikerin und ehemalige Kuratorin am National Museum of African Art, Nancy Ingram Nooter, beginnt ihre Beschreibung von Hockern mit erhöhten Rückenlehnen, indem sie auf ähnliche Formen dieser Art von Skulptur bei verschiedenen Ethnien in Afrika südlich der Sahara verweist. Als traditionelles Symbol der Herrschaft und zeremonielle Throne für Würdenträger sind Hocker unter anderem auch aus Ghana, Kamerun oder Angola bekannt. Viele Exemplare stammen jedoch aus Ostafrika, und zwar von Äthiopien im Norden bis Sambia und Simbabwe im Süden.
Besonders zahlreich sind hier Exemplare aus dem heutigen Tansania, wobei die erhaltenen Hocker insbesondere den Nyamwezi, Zaramo, Gogo, Kaguru, Luguru, Doë, und Kwere zugeschrieben werden. Die vier letztgenannten Ethnien weisen matrilineare Traditionen auf, was sich in zahlreichen Hockern mit weiblichen Attributen wie stilisierten Brüsten oder Frisuren widerspiegelt. Daneben existieren auch einige Exemplare mit männlichen Attributen, wobei die Forschung davon ausgeht, dass der soziale Status männlicher wie auch weiblicher Würdenträger durch derartige zeremonielle Hocker seinen Ausdruck fand.
Charakteristische Merkmale der Hocker sind ihre runde Sitzfläche, drei Beine oder alternativ ein Sockel. Die Rückenlehnen sind um einiges höher als der Hocker selbst und weisen oft stilisierte menschliche Figuren oder abstrakte bzw. geometrische Formen auf. Weiterhin sind sie aus einem einzigen Stück Holz geschnitzt. Außer bei den Exemplaren aus Tansania finden sich diese Merkmale auch bei Hockern der Tabwa und Bemba, die westlich vom Tanganjikasee in der Demokratischen Republik Kongo und in Sambia leben. Solche Ähnlichkeiten bei Skulpturen verschiedener Ethnien werden auf Wanderungsbewegungen und den Warenaustausch, z. B. durch den transregionalen Karawanenhandel in Ostafrika zurückgeführt.

### Allen F. Roberts. Formenverwandtschaft: ästhetische Berührungspunkte zwischen Völkern West-Tanzanias und Südost-Zaires
Auf der Basis seiner Feldforschung in Tansania und Studien im belgischen Afrikamuseum sowie der einschlägigen Fachliteratur beschreibt der Sozialanthropologe an der University of Iowa und ehemalige Leiter des African Studies Center an der UCLA, Allen F. Roberts, ästhetische und formale Ähnlichkeiten bei Skulpturen, die auf beiden Seiten des Tanganjikasees gefunden wurden. Dabei ähneln sich vor allem die Formen der Augen, Hälse oder Arme sowie die Proportionen einiger Skulpturen bei verschiedenen Ethnien dieser Regionen beiderseits der Staatsgrenzen von Tansania und der heutigen Demokratischen Republik Kongo.
In seinem Werk Masks and Figures from Eastern and Southern Africa hatte bereits 1967 der Sozialanthropologe Ladislav Holy auf solche Ähnlichkeiten hingewiesen. Roberts widerspricht jedoch Holys Urteil, der behauptet hatte, die Ethnien in Tansania hätten lediglich eine Kunst geschaffen, der „die Einheit fehlt und die ein ungleichförmiges Bild bietet.“ Roberts beschreibt hingegen die unbestrittenen Ähnlichkeiten zwischen Skulpturen der auf der westlichen Seite des Sees lebenden Tabwa, Hemba und Luba und jenen der Fipa, Jiji, Tongwe, Hehe, Ha und Sukuma in Tansania. Er führt diese Ähnlichkeiten auf Jahrhunderte alte verwandtschaftliche, kommerzielle und kulturelle Beziehungen zwischen den Ethnien aufgrund von Wanderungsbewegungen und Handelsbeziehungen zurück. Hierzu zählt Roberts auch den ostafrikanischen Sklavenhandel, der beispielsweise in der Stadt Ujiji zu relativem Reichtum und regem Warenaustausch und damit auch zur Übernahme skulpturaler Formen anderer Ethnien geführt hatte. Diese Beziehungen und die Bereitschaft, ursprünglich fremde Lebensweisen auch über natürliche und politische Grenzen hinweg zu übernehmen, erklären laut Roberts auch die Wertschätzung und Verwendung von Skulpturen aus benachbarten Traditionen.

### Charles Meur. Annäherung an die Maskenschnitzerei Tanzanias
Der Essay des belgischen Künstlers und Sammlers Charles Meur enthält detaillierte formale Beschreibungen und stilistische Analysen von Holzmasken zahlreicher Ethnien. Meur stellt dabei neun stilistische Gruppierungen auf, die ganz Tanganjika mit Ausnahme der Region der Makonde im Süden umfassen. Dazu enthält der Text eine Landkarte, in die Zeichnungen der verschiedenen Maskentypen eingetragen sind. Weitere Zeichnungen beschreiben charakteristische Formen wie die Gestaltung der geschnitzten Innen- und Außenseiten, der Augen, Nasen, Ohren, Münder und anderer figurativer Elemente. Dabei vermutet der Autor, dass die meisten Masken ursprünglich farbig verziert waren und erwähnt andere Elemente einiger Masken wie menschliche Zähne, Kopf- oder Barthaare sowie Stücke von Tierfell.
Daneben beschreibt Meur, von dem auch die anderen geografischen Karten des Katalogs stammen, seine subjektiven Eindrücke und Assoziationen durch die „extreme Vereinfachung, die frei ist vom Bemühen um Wahrscheinlichkeit“, wie folgt: „Der ursprüngliche Block verliert sich nicht in der behauenen Form, er bleibt ein Fragment der Natur. [...] Für diese der Natur verbundenen Bauern und Jäger genügen wenige Details, um in einem Holzklotz, der uns kaum bearbeitet erscheint, eine in sich abgeschlossene selbständige Wirklichkeit zu erkennen...“ Und weiter: „Ein Künstler der seine eigene Welt schafft, die bevölkert ist von einer Vielzahl von Geistern der Natur oder von seinen Ahnen, die ihn der Vergangenheit annähern und so eine Verbindung zum ‚Schöpfer der Welt‘ herstellen.“ Außerdem weist Meur darauf hin, dass in der Umgebung der großen Seen Zentralafrikas der Homo habilis zum ersten Mal in Erscheinung trat und dort auch die ersten Zeugnisse von Kunst als Felsmalereien erhalten sind.

### Giselher Blesse. Der Südosten Tanzanias: die Kunst der Makonde und der benachbarten Völker

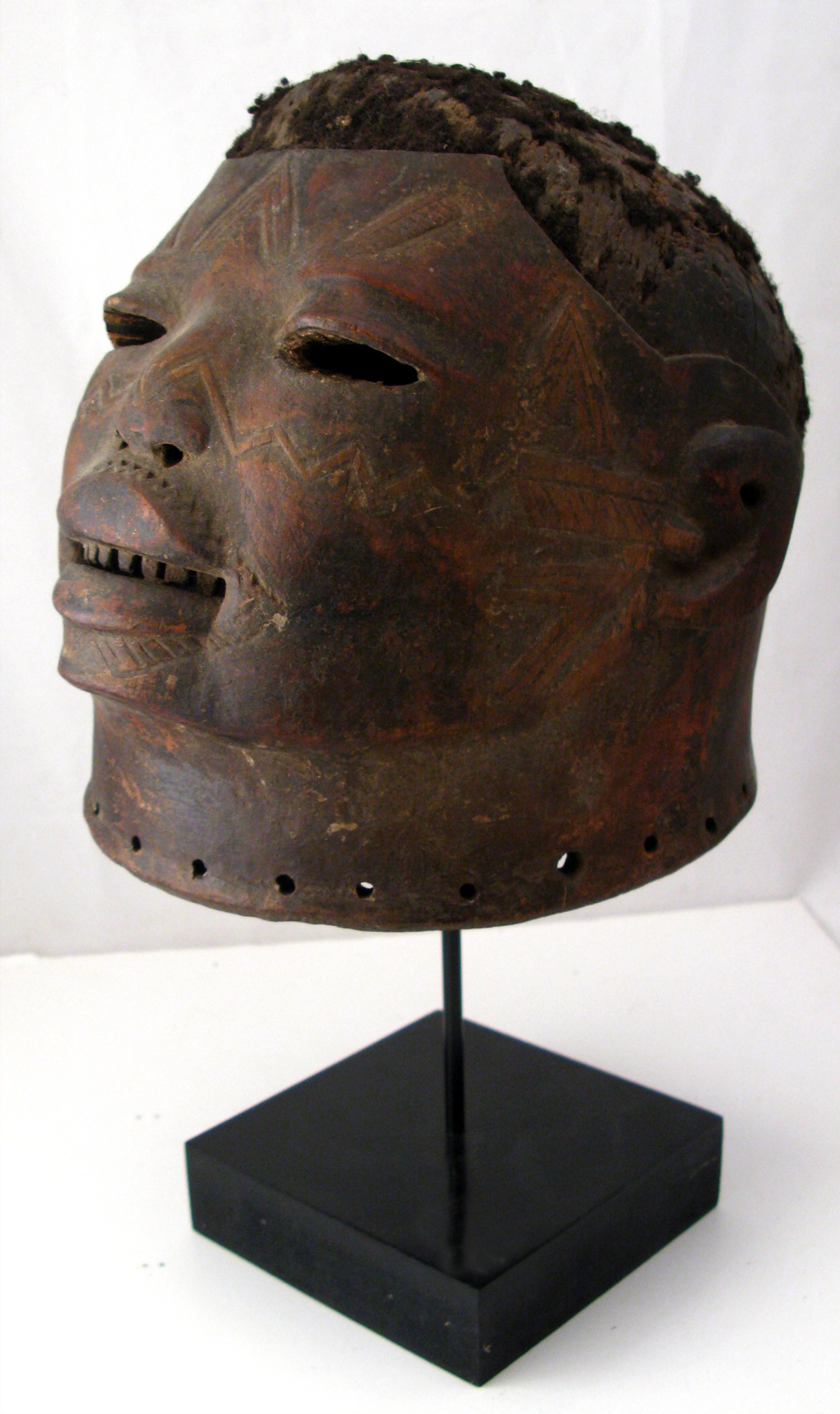
Stülpmaske der Makonde

Bei seiner Beschreibung von Masken der beiderseits des Grenzflusses Ruvuma in Mosambik und Tansania lebenden Makonde geht Giselher Blesse, Ethnologe und ehemaliger Mitarbeiter des Museums für Völkerkunde zu Leipzig, zunächst auf die Verwendung dieser Masken (Singular: lipiko, Plural: mapiko) in rituellen Tanzvorführungen ein. Vor allem zum Abschluss der Initiationsriten für Jungen bzw. Mädchen führten maskierte junge Männer solche Tänze für die Dorfgemeinschaft auf. Dabei stellten die vollständig verhüllten Tänzer zum Klang von Trommeln und Gesang mit energischen, teilweise Furcht erregenden Bewegungen die Ahnen und Geister der Ethnie dar. Bei diesen Masken unterscheidet man solche, die vor dem Gesicht des Tänzers befestigt wurden von Stülpmasken, die auf dessen Kopf getragen wurden. Beide Formen sowie vor dem Körper des Tänzers befestigte Brustplatten sind als frühe Beispiele traditioneller Schnitzkunst aus Tanganjika seit Beginn des 20. Jahrhunderts und vermehrt danach in westlichen Sammlungen vertreten.
Masken und die selteneren Vollplastiken der Makonde sowie benachbarter Ethnien tragen männliche oder weibliche Gesichtszüge, wobei letztere durch die charakteristischen Lippenpflöcke gekennzeichnet sind. Einige Masken verkörpern Tiere wie Antilopen, wobei Tierfiguren mit langen Hörnern auch als Teufelsmasken (sheitani) bezeichnet werden. Weiterhin erwähnt der Autor künstlerisch verzierte Gebrauchsgegenstände der Makonde wie Hocker, Behälter für Tabak oder rituelle Medizin (mtete) sowie figürliche Teile von Musikinstrumenten.

### Marc L. Felix. Kunsthistorische Schlussbetrachtung
In seinem abschließenden Beitrag beschreibt Felix die vielfältigen Theorien und Indizien für weiträumige regionale Einflüsse aus dem südlichen und östlichen Afrika sowie Südasien und dem Persischen Golf auf traditionelle Kunstformen im Festland von Tansania. Danach stellt er die Frage, was typisch für diese Kunst bezeichnet werden kann. Hierzu nennt er drei typische Themen, die in unterschiedlichen Formen und Materialien verschiedenen Ethnien zugeordnet werden. Am häufigsten ist hier die weibliche Figur, gefolgt von gelegentlich paarweise auftretenden Skulpturen oder Masken mit männlichen oder weiblichen Merkmalen. Das dritte Thema stellen Skulpturen von Rindern dar, die meist aus Ton, aber auch aus Holz oder seltener aus Metall gefertigt wurden. Auch wenn diese Themen in vielen subsaharischen Regionen vorkommen, hält der Autor sie in ihrer spezifischen Ausführung doch für unverwechselbar tansanisch. Als Beispiele nennt er die in zahlreichen Variationen vorkommenden, puppenartigen Rumpffiguren (mwana hiti), die nicht nur auf dem tansanischen Festland, sondern auch in benachbarten Regionen bezeugt sind. Weitere typische Themen stellen sogenannte „Huckepack-Figuren“ sowie die ebenfalls weiträumig verbreiteten hochlehnigen Hocker dar. Hölzerne abstrahierte Grabpfähle, die auch paarweise mit langen Armen und Merkmalen für beide Geschlechter gefertigt wurden, sowie lange verzierte Stäbe als Statussymbole für bedeutende Personen stellen weitere charakteristisch tansanische Stilformen dar. Schließlich stellt Felix auch in Bezug auf die Masken markante Unterschiede zu jenen aus anderen Regionen Afrikas fest.

## Rezeption
Eine ausführliche Rezension in der Süddeutschen Zeitung kommentierte die Ausstellung in München mit den Worten „Afrikanische Kunst erzählt nicht, sie beschwört.“ Dabei verwies sie auch auf die Wertschätzung afrikanischer Skulptur durch Künstler wie Pablo Picasso, Ernst Ludwig Kirchner oder Georg Baselitz. Mit den Worten „die Rohheit der Skulpturen berührt und [...] erschließt sich ohne Kontext“ betonte der Kommentar die für den Besucher auch ohne Hintergrundinformationen nachvollziehbare Ausdruckskraft der Werke. Abschließend hob die Rezensentin die „überwältigende Vielfalt“ dieser erstmaligen umfassenden Bestandsaufnahme tansanischer Kunst hervor.
In ihrem Bericht über die Ausstellung in Berlin für die Fachzeitschrift African Arts betonte die Ethnologin Kerstin Volker die große Anzahl sowie die vielfältigen Formen und Stile in der ihrem Urteil nach außergewöhnlichen Ausstellung. Weiterhin schrieb sie: „Die mit großer Sorgfalt ausgewählten Stücke waren von hoher Qualität und hervorragende Beispiele für ihre Art. Die Ausstellung leistete einen wichtigen Beitrag, um den Stand der Forschung über die traditionelle tansanische Holzschnitzerei aufzuzeigen.“
Unter anderem bemerkte Volker grenzüberschreitende stilistische Einflüsse auf die verschiedenen Kulturen Tansanias, die nach ihrer Einschätzung auf Wanderungsbewegungen und regionalen Handel zurückzuführen sind. Im Einzelnen hob sie hochstilisierte rituelle Stäbe und Fliegenwedel sowie Mwana hiti-Figuren und Huckepack-Figuren hervor. Bei letzteren sitzt eine jüngere Frau auf den Schultern einer älteren, wobei diese als eine Art Patin in Initiationsriten interpretiert wurde. Hierbei betonte Volker die Darstellung weiblicher Attribute dieser Objekte als Hinweis auf die Matrilinearität der betreffenden osttansanischen Ethnien.
Weiterhin kommentierte Volker die ausgestellten Skulpturen der Makonde. Diese Objekte stammten zum Großteil aus dem Museum für Völkerkunde zu Leipzig und wurden zwischen 1850 und 1950 erworben. Darunter betonte sie wenig bekannte und außergewöhnliche Beispiele für asymmetrische Masken sowie Masken mit dem typischen Lippenpflock. Andere ausgestellte maskenartige Skulpturen, die von Männern in rituellen Kontexten verwendet wurden, wiesen Brüste, einen hervorstehenden Nabel oder pyrographische Dekorationsformen auf.
Mit Hinweis auf das geringe Wissen um traditionelle Kunst aus Tansania vermisste Volker kulturspezifische Informationen zu den Ethnien und der Verwendung der Objekte: „Obwohl in den Texten an den Wänden betont wurde, dass diese Objekte nicht als selbsterklärende Kunst um ihrer selbst willen verstanden werden, entsprach die Präsentation ohne ethnologischen Kontext genau diesem Ansatz. Auch die Beschriftungen der Objekte tendierte eher dazu, die Objekte zu klassifizieren, als Informationen über deren Bedeutung, Verwendung oder andere Hintergründe zu vermitteln.“
Die Ethnologin Elisabeth Grohs bezeichnete die Ausstellung in ihrem Beitrag „Tanzania oder die längst fällige Aufwertung der künstlerischen Tradition dieses Landes“ als „Entdeckung für das deutsche Publikum.“ Der Katalog stellt ihr zufolge ein wichtiges Dokument dar, denn viele Objekte würden künftig „nur mehr über diesen Katalog zugänglich sein, da sie von Privatsammlern aufgekauft und entsprechend verstreut sein werden.“
Bei den einzelnen Beiträgen vermisste sie jedoch einen einheitlichen theoretischen Ansatz, der auch die Funktion und Bedeutung bei der ursprünglichen Verwendung durch die Ethnien einbeziehen würde. Weiterhin stellte sie die Frage, warum Tansania erst spät als Kunstregion entdeckt wurde und wie Sammler seit den 1970er Jahren eine große Zahl an zuvor unbekannten Objekten erwerben konnten. Hierbei fehlten entsprechende Informationen über die Provenienz von Skulpturen im Privatbesitz. Die stilistischen Zuordnungen hielt sie für teilweise zu ausführlich und wenig erhellend. Weiterhin warf sie die Frage auf, ob es sich bei einigen Skulpturen um Originale oder Kopien handelte.
Auch angesichts des Anspruchs der Ausstellung und des Katalogs, das Publikum in Tansania und Deutschland über die künstlerischen Traditionen des Landes zu informieren, kommentierte Grohs die Motive der Kunsthistoriker und Sammler auf kritische Weise: „Warum legen westliche Kunstsammler und Forscher so großen Wert darauf, als wohlmeinende Mäzenaten aufzutreten und sich in völlig uneigennütziger Weise für die Rehabilitierung missachteter Kunst einzusetzen?“ Auch die zahlreichen Abbildungen dienten nach Grohs kommerziellen Zwecken, da die Darstellung afrikanischer Kunst in Katalogen den Wert einer Skulptur im Kunsthandel beträchtlich erhöhe. Insgesamt hält Grohs die Beschäftigung mit afrikanischer Kunst durch das vorherrschende Interesse in Europa und Amerika bestimmt. Ihr zufolge wurden die „Eigeninterpretation der afrikanischen Bevölkerung und ihre Reaktion auf westliche Sammelleidenschaft [...] dagegen lange nicht reflektiert.“ Schließlich kritisierte Grohs Klischees bezüglich afrikanischer Kunst wie beispielsweise im Beitrag von Meur, der von einem „blinden und stummen Materialblock“ oder einem „animistische[n] Künstler“ spricht.
In ihrer Rezension des Katalogs in African Arts bezeichnete Diane Pelrine, Kunsthistorikerin und Kuratorin an der Indiana University in Bloomington, USA, das Buch als wichtige Erweiterung der einschlägigen Literatur und hob die Abbildungen als bedeutende Ergänzung von zuvor selten publizierten tansanischen Kunstobjekten hervor. Andererseits vermisste die Autorin Bezüge auf kontextuelle Informationen zu vielen Objekten.
Weiterhin bemängelte die Rezensentin, dass das Buch fast ausschließlich figurative Skulpturen behandelt und nur wenige Abbildungen nicht-figurative Objekte wie Musikinstrumente, Haarnadeln oder Schnupftabakdosen zeigen. Dabei könne der stilistische Reichtum einiger dieser Objekte einen interessanten Kontrast zu vielen Figuren und Masken vermitteln. Daneben bemängelte sie, dass die Swahili-Kultur mit ihrem bedeutenden Einfluss auf die Kunst in Tansania außer im Beitrag von Felix über Stilregionen kaum erwähnt wird. Schließlich kritisierte Pelrine, dass kein tansanischer Autor unter den acht Verfassern von Beiträgen vertreten ist, was keinen Austausch zwischen afrikanischen und westlichen Wissenschaftlern ermöglicht habe.

## Masken und Skulpturen aus Tanganjika
Die abgebildeten Objekte waren nicht Teil der Ausstellung, sondern dienen lediglich als Beispiele ähnlicher Skulpturen und Masken.

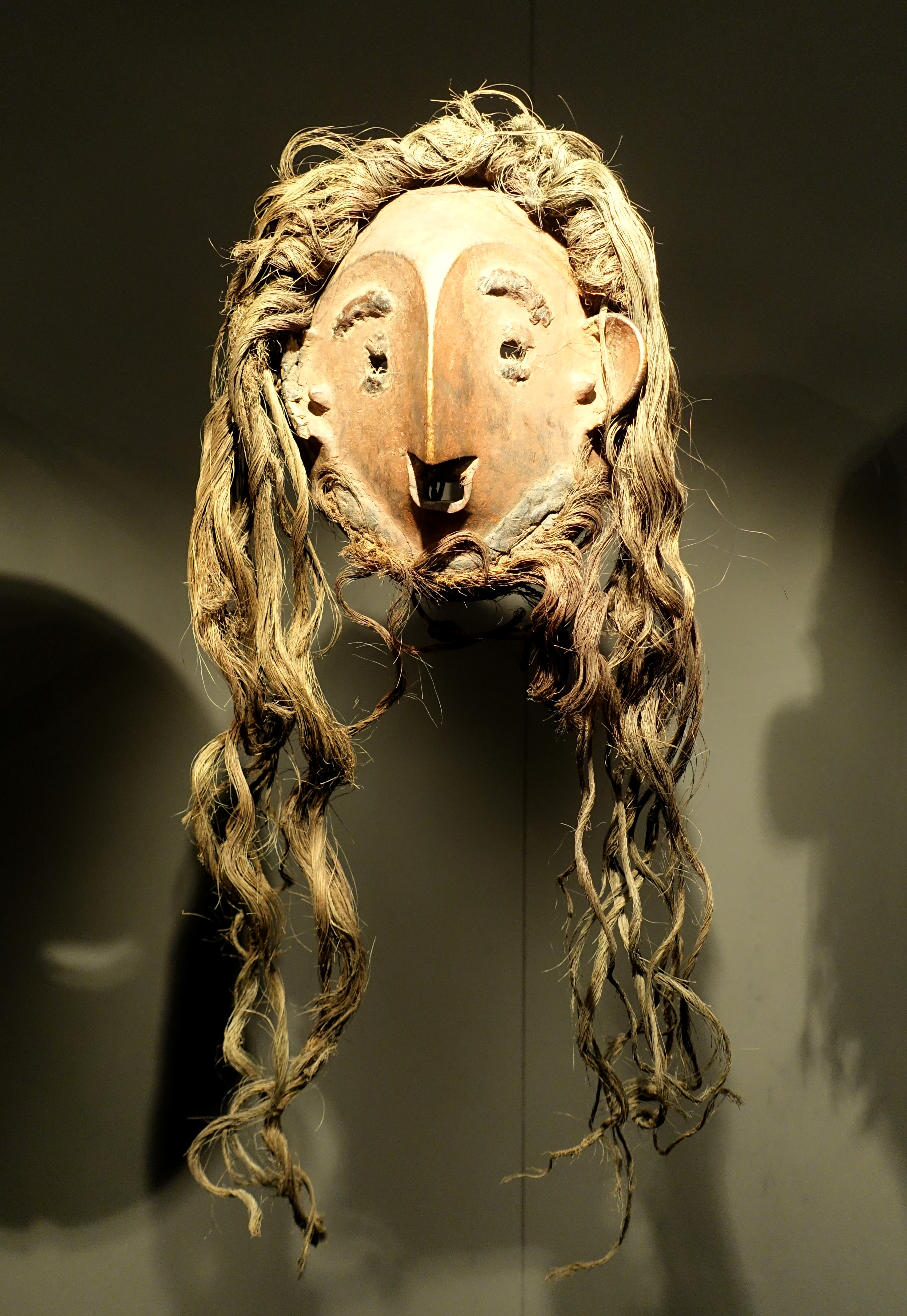
Ndimbu Maske, Makonde oder Mwera Ethnie
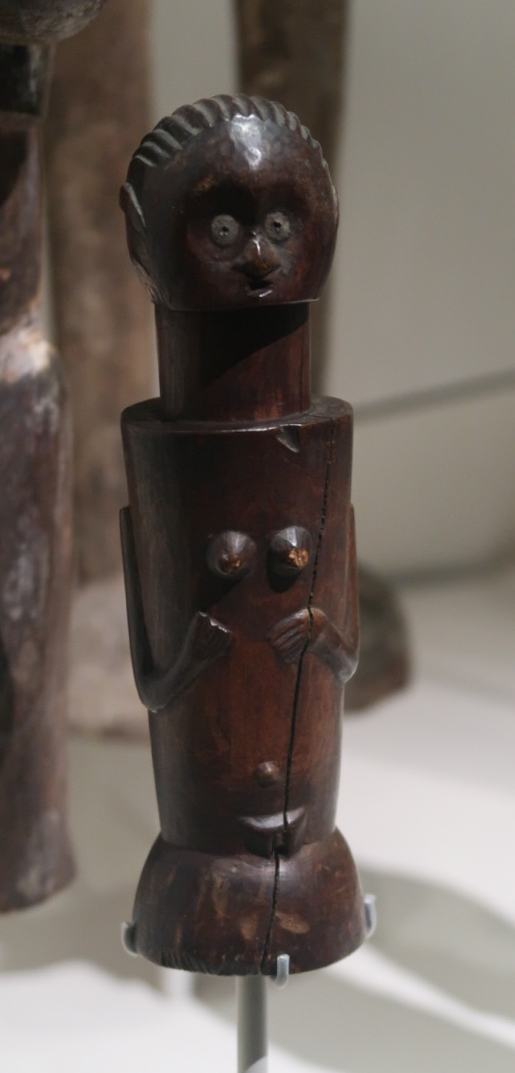
Mwana hiti Figur, Zaramo oder Doe Ethnie
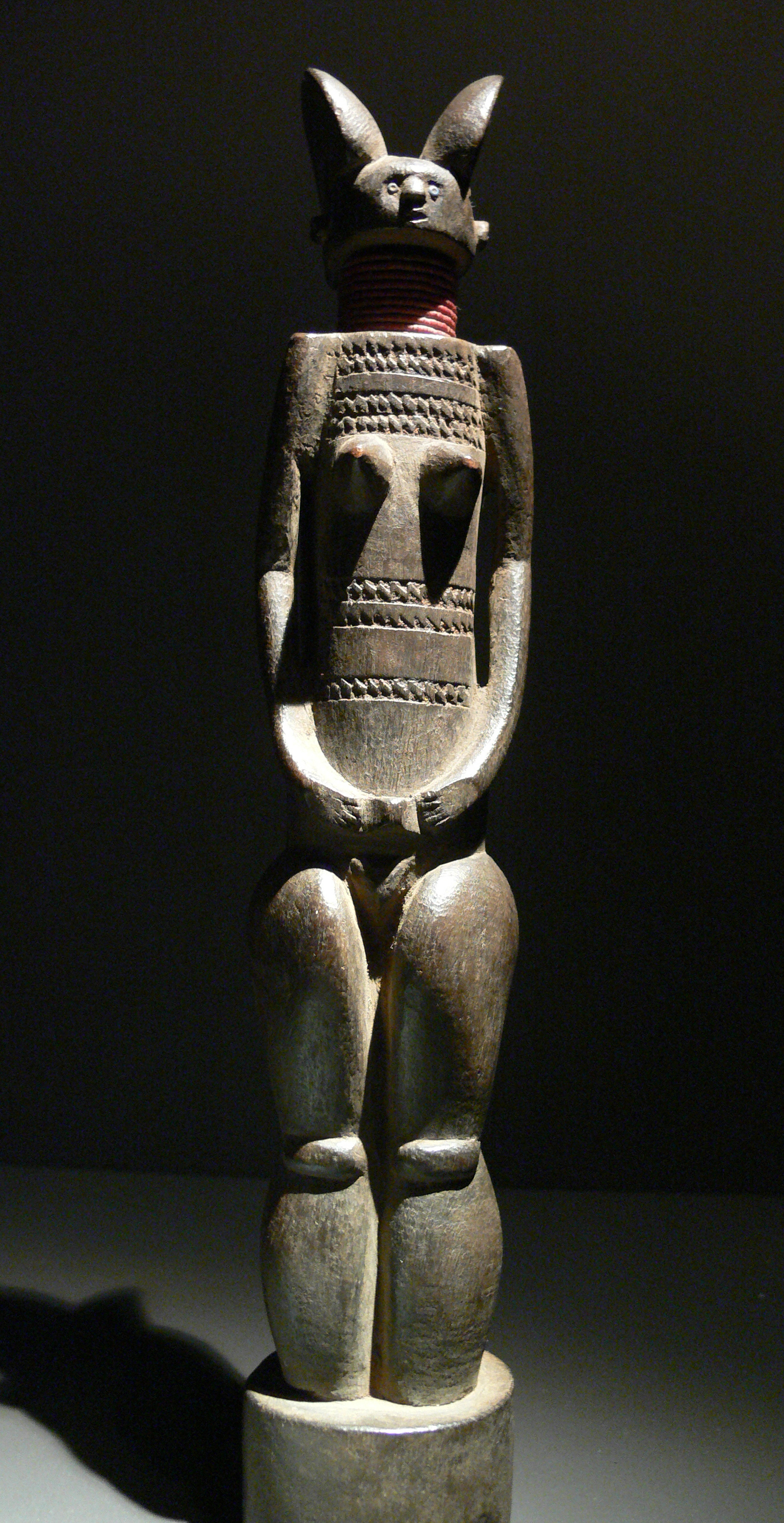
Mwana hiti Figur, Doe Ethnie
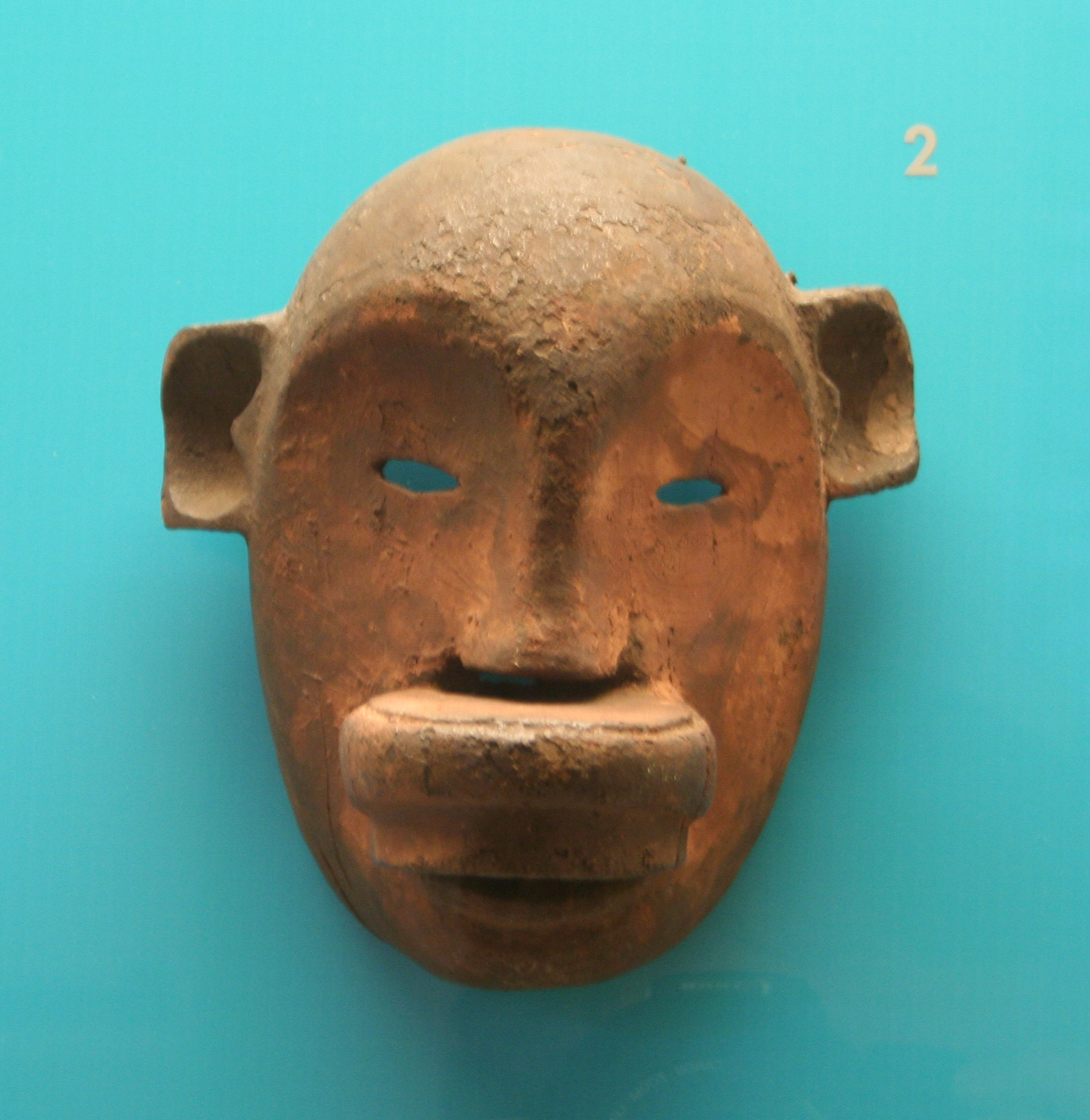
Maske mit Lippenpflock, Makonde
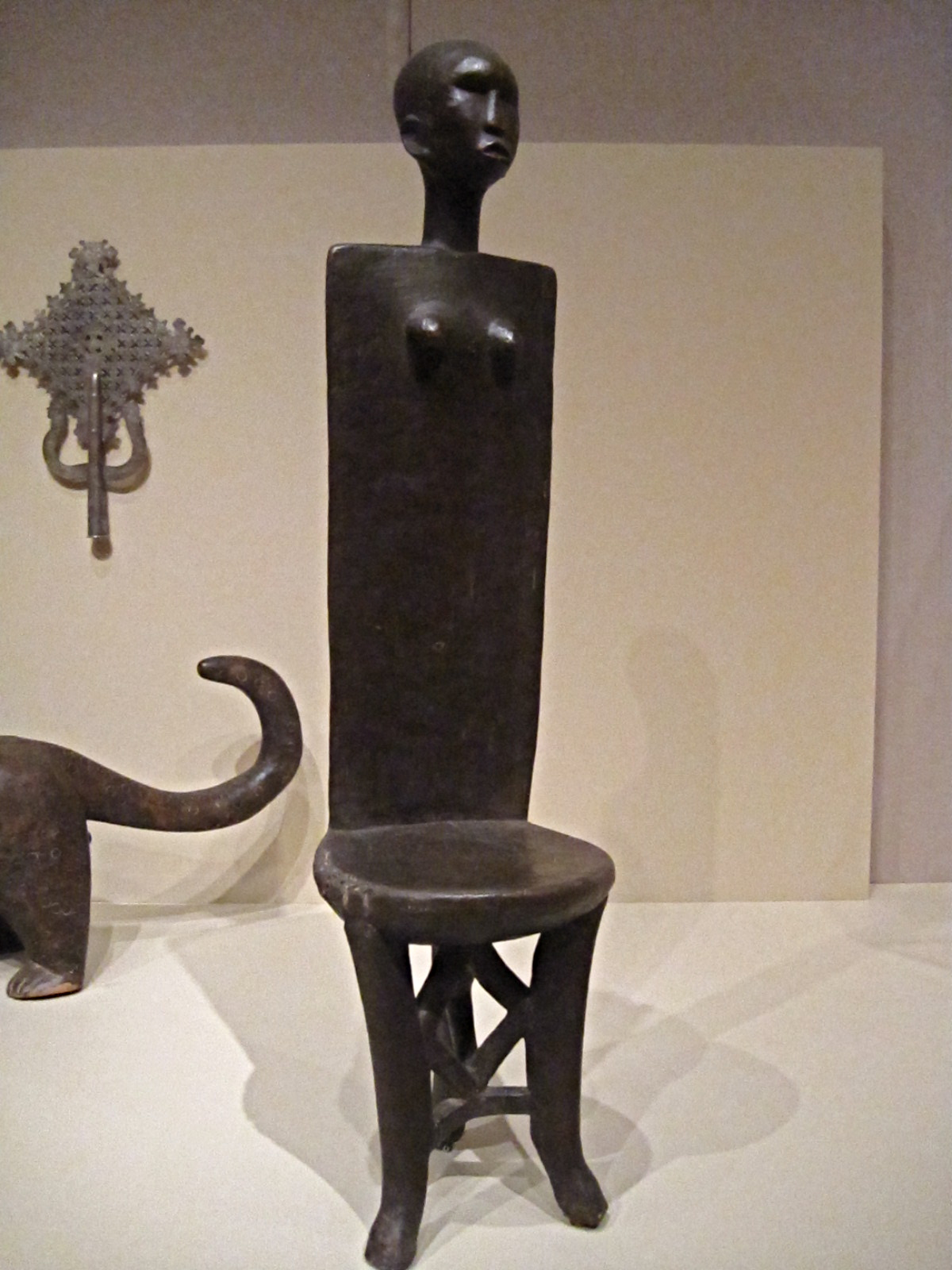
Thronhocker, Luguru Ethnie
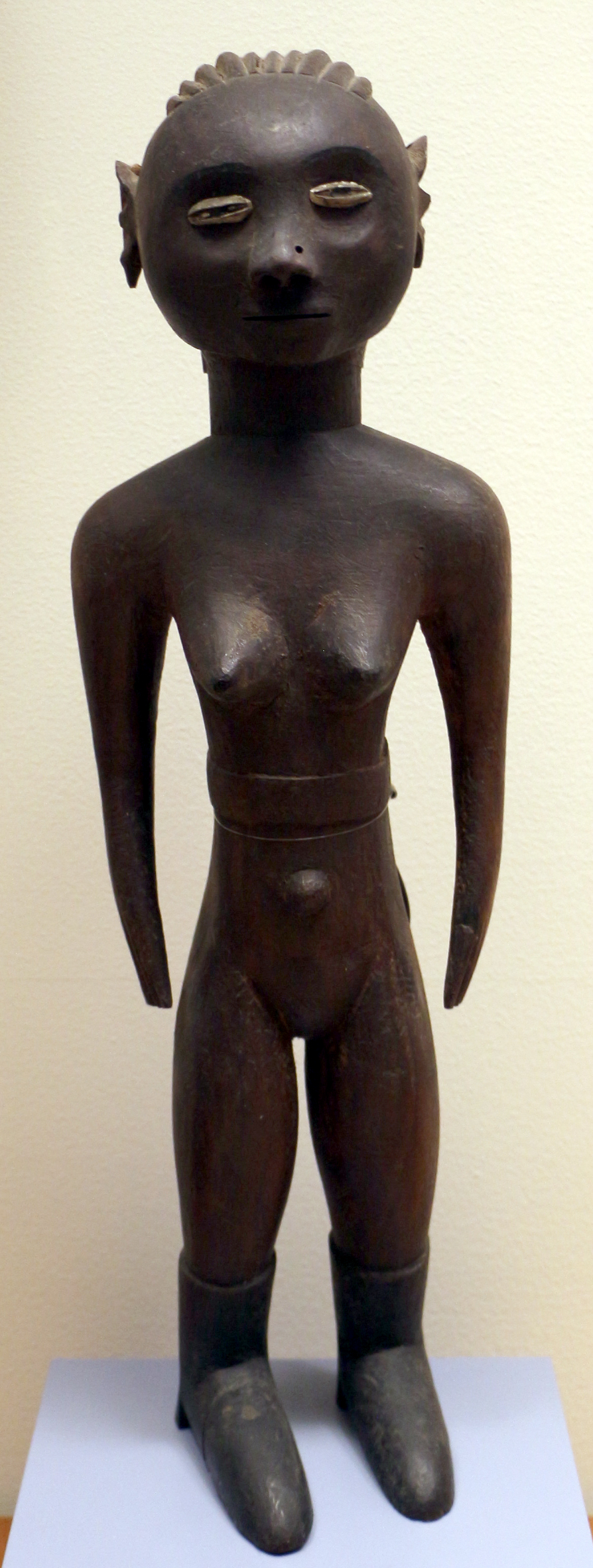
Weibliche Figur, Kwere Ethnie
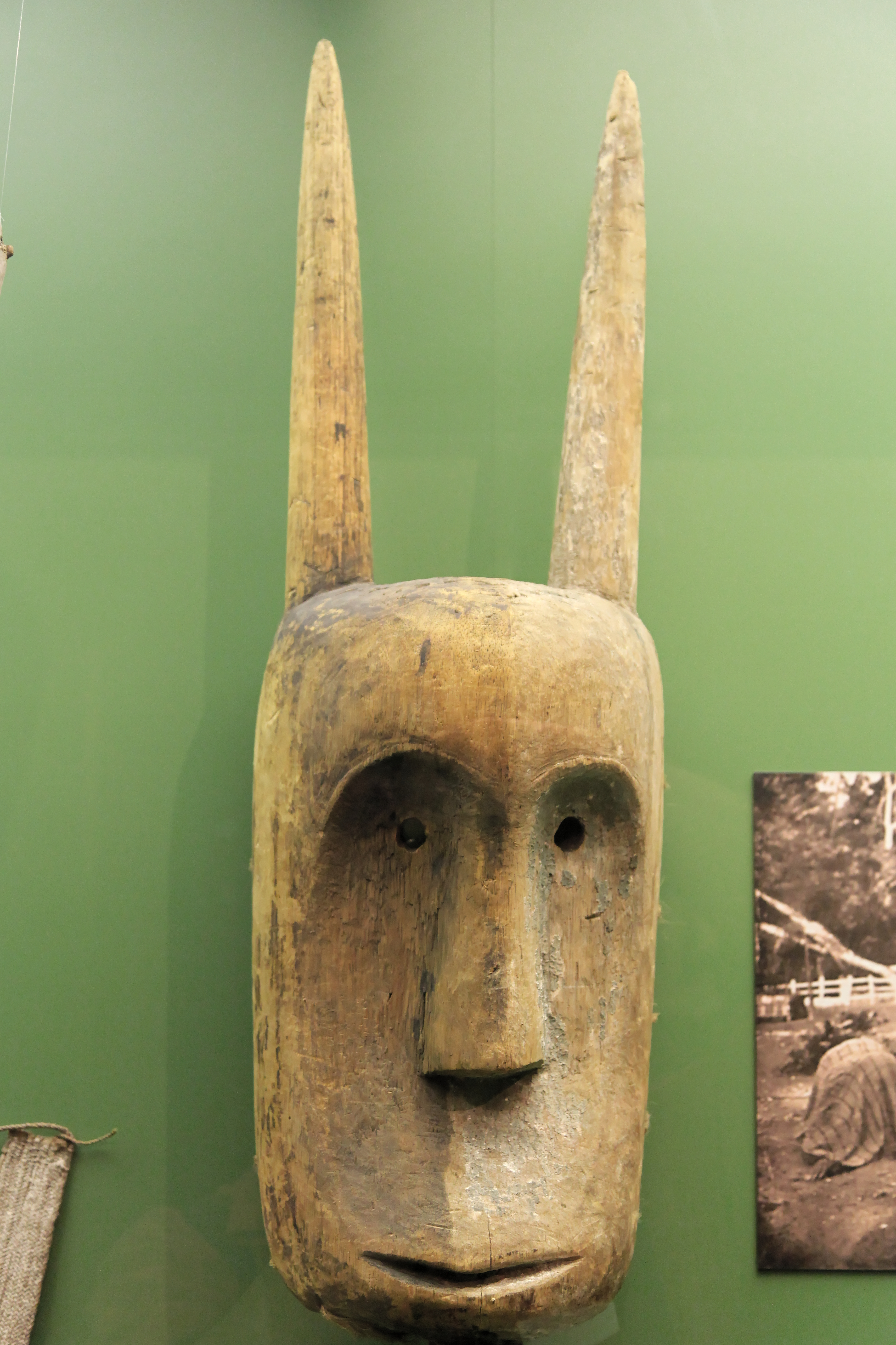
Maske der Makonde